# Parafia św. Mikołaja w Łężynach
Parafia św. Mikołaja w Łężynach – parafia rzymskokatolicka z siedzibą w Łężynach, znajdująca się w diecezji rzeszowskiej w dekanacie Nowy Żmigród. Erygowana w XIV wieku.

## Zasięg parafii
Do parafii należy 1247 wiernych z miejscowości: Łężyny oraz Gorzyce.
Odpust parafialny: 06.12. i ostatnia Niedziela sierpnia (MB Pocieszenia)
Godziny Mszy św.: niedziele: 7.30, 9.00; 10.30, dzień powszedni: zimą - 17.00, latem - 18.00